# 建武 (日本)
建武 (けんむ、旧字体：建󠄁武)は、日本の元号の一つ。大覚寺統・南朝方では元弘の後、延元の前で1334年から1336年までの期間を指す。持明院統・北朝方では正慶の後、暦応の前で、1334年から1338年までの期間を指す。この時代の天皇は南朝方後醍醐天皇、北朝方光明天皇。

## 改元
元弘3年/正慶2年（1333年）5月22日に元弘の乱で鎌倉幕府を打倒した後醍醐天皇は、遷幸先の船上山行宮から京都に戻る途上の5月25日、鎌倉幕府によって擁立された持明院統の光厳天皇の即位とその元号である「正慶」の無効を宣言した。後醍醐天皇は親政を開始して、元弘4年1月29日（ユリウス暦1334年3月5日）、勅旨を出し建武に改元した。
その後、足利尊氏との対立で発生した建武の乱により、建武の新政は数年で崩壊した。後醍醐天皇は建武3年2月29日（ユリウス暦1336年4月11日）に延元に改元した。のちに光明天皇を擁立した北朝方は、建武の元号を使い続け、建武5年8月28日（ユリウス暦1338年10月11日）に暦応に改元した。

## 建武期におきた出来事
元年（1334年）
- 11月、護良親王を鎌倉へ幽閉する。

2年（1335年）
- 6月、西園寺公宗の建武政権転覆計画が発覚する。
- 7月、信濃国で北条時行を中心に北条氏の残党が蜂起する中先代の乱が起こり、鎌倉が攻略される。足利直義が鎌倉脱出の際に護良親王を殺害する。
- 8月、足利尊氏が征東将軍として時行討伐のために鎌倉へ向かい、そのまま建武政権から離反する。
- 8月、二条河原の落書
- 12月、足利尊氏が箱根・竹下で新田義貞を破り、京都へ向かう。

3年（1336年）
- 1月、足利尊氏が京都へ入り、後醍醐天皇は比叡山へ逃れる。足利方は新田義貞や楠木正成、陸奥国より駆けつけた北畠顕家により駆逐される。
- 2月、足利方が摂津国打出浜、豊島河原などで敗北し、九州へ敗走する。延元に改元。
- 3月、足利方は筑前国多々良浜の戦いで菊池武敏らに勝利する。北畠顕家らが陸奥へ戻る。
- 4月、足利方は仁木義長や一色範氏らを九州へ残して再び上京する。
- 5月、足利方が湊川の戦いにて新田・楠木軍を破る。足利方は光厳上皇を奉じて入京し、後醍醐天皇は比叡山へ逃れる。
- 8月、光明天皇が即位して北朝が開かれる（北朝は建武を継続して使用）。
- 10月、後醍醐天皇が皇子の懐良親王を九州へ派遣する。
- 10月、新田義貞が恒良親王・尊良親王を奉じて越前国へ下る。後醍醐天皇が北朝へ降伏する。
- 11月、北朝が後醍醐天皇より三種の神器を受け取る。建武式目制定。
- 12月、後醍醐天皇が京都を脱出し、吉野（奈良県）で南朝を開いて南北朝時代が始まる。

4年（1337年）
- 3月、新田義貞が拠っていた越前国金ヶ崎城が足利方の攻勢により落城する。
- 12月、北畠顕家が義良親王（後村上天皇）を奉じて一時鎌倉を攻略する。

### 誕生
- 崇光天皇

### 死去
- 護良親王
- 名和長年
- 楠木正成
- 楠木正季
- 新田義貞
- 尊良親王

## 西暦との対照表
※は小の月を示す。
| 建武元年（甲戌） | 一月※     | 二月  | 三月※ | 四月  | 五月※ | 六月  | 七月※ | 八月    | 九月  | 十月※ | 十一月  | 十二月   |           |
| ---------------- | --------- | ----- | ----- | ----- | ----- | ----- | ----- | ------- | ----- | ----- | ------- | -------- | --------- |
| ユリウス暦       | 1334/2/5  | 3/6   | 4/5   | 5/4   | 6/3   | 7/2   | 8/1   | 8/30    | 9/29  | 10/29 | 11/27   | 12/27    |           |
| 建武二年（乙亥） | 一月※     | 二月  | 三月※ | 四月※ | 五月※ | 六月  | 七月※ | 八月    | 九月  | 十月※ | 閏十月※ | 十一月   | 十二月    |
| ユリウス暦       | 1335/1/26 | 2/24  | 3/26  | 4/24  | 5/23  | 6/21  | 7/21  | 8/19    | 9/18  | 10/18 | 11/16   | 12/15    | 1336/1/14 |
| 建武三年（丙子） | 一月      | 二月※ | 三月  | 四月※ | 五月※ | 六月  | 七月※ | 八月    | 九月※ | 十月  | 十一月  | 十二月   |           |
| 延元元年         | 一月      | 二月※ | 三月  | 四月※ | 五月※ | 六月  | 七月※ | 八月    | 九月※ | 十月  | 十一月  | 十二月   |           |
| ユリウス暦       | 1336/2/13 | 3/14  | 4/12  | 5/12  | 6/10  | 7/9   | 8/8   | 9/6     | 10/6  | 11/4  | 12/4    | 1337/1/3 |           |
| 建武四年（丁丑） | 一月※     | 二月  | 三月※ | 四月  | 五月※ | 六月※ | 七月  | 八月※   | 九月  | 十月※ | 十一月  | 十二月   |           |
| 延元二年         | 一月※     | 二月  | 三月※ | 四月  | 五月※ | 六月※ | 七月  | 八月※   | 九月  | 十月※ | 十一月  | 十二月   |           |
| ユリウス暦       | 1337/2/2  | 3/3   | 4/2   | 5/1   | 5/31  | 6/29  | 7/28  | 8/27    | 9/25  | 10/25 | 11/23   | 12/23    |           |
| 建武五年（戊寅） | 一月      | 二月※ | 三月  | 四月※ | 五月  | 六月※ | 七月※ | 閏七月※ | 八月  | 九月  | 十月※   | 十一月   | 十二月    |
| 延元三年         | 一月      | 二月※ | 三月  | 四月※ | 五月  | 六月※ | 七月※ | 閏七月※ | 八月  | 九月  | 十月※   | 十一月   | 十二月    |
| ユリウス暦       | 1338/1/22 | 2/21  | 3/22  | 4/21  | 5/20  | 6/19  | 7/18  | 8/16    | 9/14  | 10/14 | 11/13   | 12/12    | 1339/1/11 |